# Шаталін Микола Миколайович
Микола Миколайович Шаталін (16 грудня 1904 або 3 грудня 1904 , Чернево, Зарайський повітd, Рязанська губернія, Російська імперія  — 3 червня 1984 , Москва ) — радянський партійний і державний діяч. Член ЦРК ВКП(б) (1939—1952), кандидат в члени ЦК КПРС (1952—1953), член ЦК КПРС (1953—1956). Секретар ЦК КПРС (6 березня 1953 — 8 березня 1955). Член Оргбюро ЦК ВКП(б) (18 березня 1946 — 5 жовтня 1952). Депутат Верховної Ради СРСР 2—4-го скликання. Депутат Верховної Ради УРСР 4-го скликання.

## Біографія
Народився 16 грудня 1904 року в родині селянина в селі Чернево, тепер Зарайського району Московської області, до 1920 році працював у господарстві батька. У 1920 році закінчив 8 груп школи в селі Чернево.
У жовтні 1920 — вересні 1921 року — помічник магазинера на машинобудівному заводі Ліста в Москві. У вересні 1921 — серпні 1922 року — рахівник Кольчугинського районного продовольчого комітету Владимирської губернії. У 1921 році вступив до комсомолу.
У серпні 1922 — вересні 1923 року — курсант Московської 2-ї військово-інженерної школи Червоної армії.
У вересні 1923 — травні 1924 року — учень моториста на аеродромі Московського літакобудівного заводу «Дукс».
У травні 1924 — лютому 1926 року — відповідальний секретар Достоєвського волосного комітету комсомолу в селі Спас-Журавна Каширського повіту Московської губернії.
Член РКП(б) з жовтня 1925 року.
У лютому 1926 — вересні 1927 року — завідувач агітаційно-пропагандистського відділу Каширського повітового комітету ВЛКСМ Московської губернії. У вересні 1927 — листопаді 1928 року — інструктор виконавчого комітету Каширської повітової ради, відповідальний секретар виконавчого комітету Каширської міської ради.
У листопаді 1928 — березні 1929 року — вчитель семирічної школи Іваньковського району Московської губернії. У березні 1929 — вересні 1930 року — вчитель і завідувач семирічної школи села Богословське Іваньковського району Серпуховського округу Московської області.
У вересні 1930 — вересні 1933 року — студент Московського державного педагогічного інституту імені Бубнова. Після закінчення інституту направлений в Красноярський край.
У вересні 1933 — жовтні 1935 року — начальник політичного відділу Поймо-Тинського свинорадгоспу Нижньоінгашського району Красноярського краю.
У жовтні 1935 — травні 1936 року — завідувач сектора кадрів Московського державного педагогічного інституту імені Бубнова. Одночасно навчався в аспірантурі. У травні 1936 — лютому 1937 року — асистент, помічник декана, виконувач обов'язків доцента політекономії та завідувач партійного кабінету Московського державного педагогічного інституту імені Бубнова.
У лютому — вересні 1937 року — директор центру заочного відділення, у вересні 1937 — квітні 1938 року — помічник директора, директор Московського державного педагогічного інституту імені Бубнова (імені Леніна).
З травня 1938 року — в апараті ЦК ВКП(б): 25 травня — 9 серпня 1938 року — інструктор, 9 серпня 1938 — 31 березня 1939 року — заступник завідувача відділу керівних партійних органів ЦК ВКП(б). З 31 березня 1939 по 11 листопада 1944 року — 1-й заступник начальника Управління кадрів ЦК ВКП(б). З 1944 по 1946 рік одночасно був завідувачем кафедри партійного будівництва Вищої школи партійних організаторів при ЦК ВКП(б).
11 листопада 1944 — 30 березня 1946 року — голова Бюро ЦК ВКП(б) по Естонії. 29 грудня 1944 — 30 березня 1946 року — голова Бюро ЦК ВКП(б) по Латвії.
У липні 1946 — травні 1950 року — інспектор ЦК ВКП(б). У травні 1947 — червні 1950 року — головний редактор журналу «Партійне життя».
27 травня 1950 — 27 жовтня 1952 року — завідувач планово-фінансово-торгового відділу ЦК ВКП(б). 27 жовтня 1952 — 8 квітня 1953 року — завідувач відділу по підбору та розподілу кадрів ЦК КПРС.
Після смерті Сталіна на Пленумі ЦК КПРС 14 березня 1953, як креатура Маленкова, отримав апаратне підвищення — переведений з кандидатів у члени ЦК КПРС, обраний секретарем ЦК КПРС, в цій якості курував адміністративні органи, насамперед органи державної безпеки, функції яких в короткий період з 5 березня 1953 по 13 березня 1954 здійснювало МВС СРСР. Одночасно, з 30 червня 1953 року — 1-й заступник міністра внутрішніх справ СРСР, але фактично до роботи не приступив і замість нього 28 липня 1953 року на цю посаду було призначено Луньова.
У МВС СРСР Шаталін виконував роль представника ЦК партії, надзвичайного комісара, без якого не вирішувалося жодне питання. Передбачалося, що можливо, Шаталін стане міністром внутрішніх справ СРСР. Але внаслідок боротьби за владу, що відбувалася всередині правлячого дуумвірату, сформованого в 1953 році, а саме між Маленковим і Хрущовим, дане рішення не відбулося.
Після того, як Хрущов здобув перемогу в боротьбі за владу, яка завершилася відставкою 8 лютого 1955 року Маленкова з посади голови Ради Міністрів СРСР, Шаталін був негайно відправлений у політичну заслання, подалі від Москви.
У березні 1955 — січні 1956 року — 1-й секретар Приморського крайового комітету КПРС.
З лютого по серпень 1956 року не працював через хворобу.
У серпні 1956 — лютому 1958 року — заступник міністра державного контролю СРСР. З лютого по вересень 1958 року — член і завідувач відділу перевірки із питань виробництва товарів народного споживання Комісії радянського контролю при Раді міністрів СРСР.
У вересні 1958 — березні 1960 року — керівник групи Комісії радянського контролю при Раді міністрів РРФСР.
У березні 1960 — серпні 1961 року — на пенсії, персональний пенсіонер союзного значення.
У серпні 1961 — серпні 1963 року — заступник директора науково-дослідного інституту планування і нормативів при Держплані СРСР. У серпні 1963 — квітні 1966 року — заступник директора науково-дослідного інституту планування і нормативів при Раді народного господарства СРСР. У квітні 1966 — травні 1980 року — заступник директора науково-дослідного інституту планування і нормативів при Держплані СРСР. У травні 1980 — жовтні 1982 року — завідувач відділу науково-дослідного інституту планування і нормативів при Держплані СРСР.
З жовтня 1982 року — персональний пенсіонер союзного значення в Москві.
Помер у Москві 3 червня 1984 року. Похований на Кунцевському цвинтарі Москви.

## Нагороди
- три ордени Леніна (21.06.1943, 6.11.1945, 16.12.1954)
- орден Жовтневої Революції (16.12.1974)
- орден Вітчизняної війни I ст. (13.07.1945)
- орден Трудового Червоного Прапора (20.04.1944)
- орден «Знак Пошани» (31.12.1966)
- медалі